# Li-Reza Firuzdzsa
Ali-Reza Firuzdzsá (perzsául: علی رضا فیروزجا, a nemzetközi szakirodalomban Alireza Firouzja)   (Bábol, Irán, 2003. június 18. –) iráni származású francia sakkozó, nemzetközi nagymester, rapidsakk-világbajnoki ezüstérmes, kétszeres iráni bajnok, sakkolimpikon, világbajnokjelölt.
Sakkcsodagyerek, aki 12 éves korában megnyerte Irán sakkbajnokságát, 14 éves korában megszerezte a sakknagymester címet. Az első iráni sakkozó, és egyben a második legfiatalabb a kínai Ji Vej mögött, aki túlszárnyalta a 2700-as Élő-pontszámot 16 éves és 1 hónapos korában. 2020 januárjától a junior sakkvilágranglista éllovasa. 2021 decemberében átlépte a 2800 Élő-pontszámot, ezzel a legfiatalabb játékos, aki ezt a szintet teljesítette, mintegy öt hónappal megelőzve az eddigi rekorder Magnus Carlsent.
2019 decemberében bejelentette, hogy a továbbiakban nem kíván Irán színeiben játszani, amikor az iráni sakkszövetség visszahívta az iráni játékosokat a 2019. évi rapid- és villámsakk világbajnokságról, hogy ne játsszanak izraeli ellenfelekkel. Franciaországban él, és a szükséges kivárási idő után a továbbiakban francia színekben játszik a versenyeken.
2021 novemberében első helyezést ért el a 2021-es FIDE Grand Swiss tornán, ezzel kvalifikációt szerzett a 2022-es sakkvilágbajnokság világbajnokjelöltek versenyén való indulásra.

## Életrajza és sakkpályafutása
Nyolcéves korában kezdett el sakkozni. Egy évvel később, 2012-ben megnyerte az U12 korosztályos Ázsia-bajnokságot. 2016-ban, 12 éves korában veretlenül megnyerte Irán sakkbajnokságát. Ebben az évben kapta meg a nemzetközi mester címet. A címhez szükséges normát a 2015-ös Qatar Masters tornán, a 2015-ös iráni sakkbajnokság döntőjében és a 2016-os Ázsiai Nemzetek Kupája csapatversenyén teljesítette, ahol egyéni eredménye alapján aranyérmet szerzett. A 2016-os U16 korosztályos sakkolimpián 2016-ban csapatban első, egyéniben harmadik; a 2017-es U16-os sakkolimpián csapatban bronz-, egyéniben aranyérmet szerzett.
2018 áprilisában kapta meg a nagymester címet. A normát 2016-ban az Ázsiai Nemzetek Kupáján, 2017-ben az Aeroflot Open A csoportjában, 2018-ban Iránban az Oxin Cuo mesterek A csoportjában és az Aeroflot Open A csoportjában teljesítette. A 2018-as sakkolimpián Irán csapatában a 4. táblán 11 játszmából 8 pontot szerzett. 2018-ban a rapidsakk-világbajnokságon a 206 résztvevő között a 169. helyre volt rangsorolva, ennek ellenére bejutott a legjobb hat közé.
2019-ben nagy, 2,5 pontos előnnyel másodszor nyerte meg Irán sakkbajnokságát, 11 játszmából 9 pontot érve el. A sakk-csapatvilágbajnokságon kilenc játszmából hét pontot szerzett, és a hatodik helyen végzett Irán csapatának legjobb pontszerzője volt. Március végén a 3rd Sharjah Masters tornán holtversenyben az 1–7. (végeredményben a 4.) helyen végzett. Áprilisban a negyeddöntőig jutott a Chess.com Bullett Championship tornán, ahol a későbbi győztes Nakamura Hikarutól szenvedett vereséget. Áprilisban nyolcas holtversenyt követően a 2. helyet szerezte meg a Reykjavík Openen. A 2019-es Ázsia-bajnokságon a 6. helyen végzett, ezzel kvalifikációt szerzett a 2019-es sakkvilágkupára.
2019 júliusában első iráni sakkozóként átlépte a 2700 pontos határt.
A 2019-es sakkvilágkupán a 3. körig jutott, ahol az első kiemelt kínai Ting Li-zsen a rájátszásban ütötte el a továbbjutástól. Ennek az évnek a decemberében, miután nem lépett vissza az iráni szövetség utasítására a versenytől, már FIDE zászló alatt a rapidsakk-világbajnokságon az ezüstérmet szerezte meg a világbajnok Magnus Carlsen mögött. A villámsakk világbajnokságon a 6. helyet szerezte meg, miután nyert állásban időtúllépéssel vesztett Magnus Carlsen ellen.
2020 februárjában a Prágai Nemzetközi Sakkfesztivál XIX-es kategóriájú nagymester csoportjában holtversenyben az 1–5. helyen végzett, majd a rájátszásban az első helyet szerezte meg.